# Linea 50A
La Linea 50A (Ligne 50A in francese, Spoorlijn 50A in olandese) è una linea ferroviaria belga a scartamento ordinario lunga 114,3 km che unisce la capitale Bruxelles con la città di Ostenda via Gand e Bruges.

## Storia
Il 12 agosto 1838 fu inaugurata la ferrovia tra Bruges e Gand, città già servita da una linea proveniente da Malines. Il 28 agosto successivo fu invece aperto il troncone Bruges-Ostenda.
Il 1º maggio 1856 fu aperto al traffico il troncone Bruxelles-Gand, costruito in parte sulla ferrovia Geraardsbergen-Aalst, inaugurata l'anno prima.
Il 1º giugno 1923 fu aperta al traffico la linea direttissima tra Denderleeuw e Gand. Il 1º maggio 1933 infine fu attivato il nuovo tracciato direttissimo tra il bivio di Sint-Katherina-Lombeek e la stazione di Bruxelles Sud.